# NGC 61B
Coordenadas:  00h 16m 24.07s, −06° 19′ 07.9″
NGC 61B (também conhecida como NGC 61-2) é uma galáxia na constelação de Cetus. O objeto celeste está perto de outra galáxia a NGC 61A. NGC 61B foi descoberta em 10 de setembro de 1785 pelo astrônomo alemão-britânico William Herschel.